# Survie (album)
Pour les articles homonymes, voir Survie.
Albums de Zola
Cicatrices
(2019) Diamant du Bled
(2023)
Survie est le deuxième album studio du rappeur français Zola sorti le 20 novembre 2020 sur les labels Truth Records, AWA et Sony.

## Composition et production
Comme pour « Cicatrices », « Survie » a été entièrement produit par le label AWA Gang . 

## Liste des titres
| 1.    | Le sauveur                | Futtry, DJ Kore, Aurélien Mazin | 02:45 |
| 2.    | Pistou                    | Aurélien Mazin, Naskid          | 02:36 |
| 3.    | Papillon                  | Sofiane Pamart, TN 490          | 02:04 |
| 4.    | Ma jolie (featuring Leto) | Rems Baker, Naskid              | 02:38 |
| 5.    | TLMA                      | Aurélien Mazin, Naskid          | 02:39 |
| 6.    | Wow                       | Aurélien Mazin, Naskid          | 02:21 |
| 7.    | Madame                    | Koyz Beats, Futtry              | 02:54 |
| 8.    | Pollos Hermanos           | Futtry, DJ Kore, Aurélien Mazin | 03:35 |
| 9.    | 9 1 1 3 (featuring SCH)   | Aurélien Mazin, Naskid          | 02:40 |
| 10.   | Bro Bro                   | DJ Kore, Aurélien Mazin         | 02:25 |
| 11.   | Mula                      | Aurélien Mazin, Naskid          | 03:10 |
| 12.   | Money Train               | Futtry, DJ Kore, Aurélien Mazin | 02:48 |
| 13.   | Tu connais l'gang         | DJ Kore, Aurélien Mazin         | 02:22 |
| 14.   | Cache cash                | Futtry, DJ Kore, Aurélien Mazin | 02:22 |
| 15.   | Les puristes              | Sam Tiba, Aurélien Mazin        | 02:09 |
| 16.   | Sanchez                   | DJ Kore, Aurélien Mazin         | 02:01 |
| 17.   | Vista                     | SHK                             | 03:02 |
| 18.   | Bad Bi                    | DJ Kore, Aurélien Mazin         | 02:29 |
| 19.   | Mauvais choix             | DJ Kore, Aurélien Mazin         | 02:20 |
| 49:07 |                           |                                 |       |

## Titres certifiés en France
- Papillon  Platine [3]
- Wow  Diamant [4]
- Madame  Diamant [5]
- 9 1 1 3 (feat. SCH)  Diamant [6]
- Bro Bro  Platine [7]
- Sanchez  Or [8]
- Bad Bi  Platine [9]

## Ventes et certifications
| Région | Certification | Ventes/Streams |
| ------ | ------------- | -------------- |
| France | 2 × Platine   | 200 000        |